# Centrul istoric al Mediașului
Centrul istoric al Mediașului este un ansamblu de monumente istorice aflat pe teritoriul municipiului Mediaș. Centrul Istoric din Mediaș este totodată considerat un cartier al Mediașului, iar este deseori descris ca un „muzeu în aer liber”. Principala atracție turistică este Biserica Sfânta Margareta; biserica evanghelică orășenească din Mediaș, construită în stil gotic târziu, finalizată în 1488 și, construită din piatră. Este crezut că Vlad Țepeș a fost reținut în turn, în 1476, după conflictul cu Matia Corvin.
Incintele zonei sunt în principal definită de fortificațiile și cele 7 bastioane ale Mediașului. 
O problemă a centrului este traficul, mai precis cel rutier. Toate străzile și aleile sunt construite în Evul Mediu și sunt înguste pentru astfel de trafic. Doar riverani au acces cu mașini prin piața Ferdinand I și alte zone.
În 2023, planuri de a renova piața Ferdinand I s-au pus în practică, dar au fost oprite din cauza numeroșilor arbori din centru, pe cale de a fi tăiați.

## Galerie

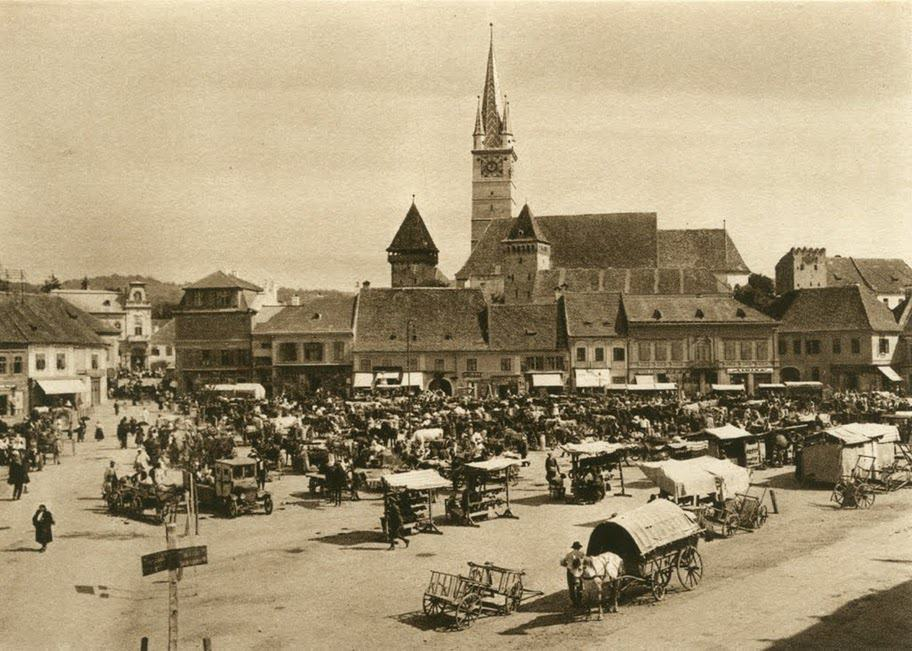
Centrul istoric Mediaș în epoca interbelică, (1933), fotografiat de Kurt Hielscher

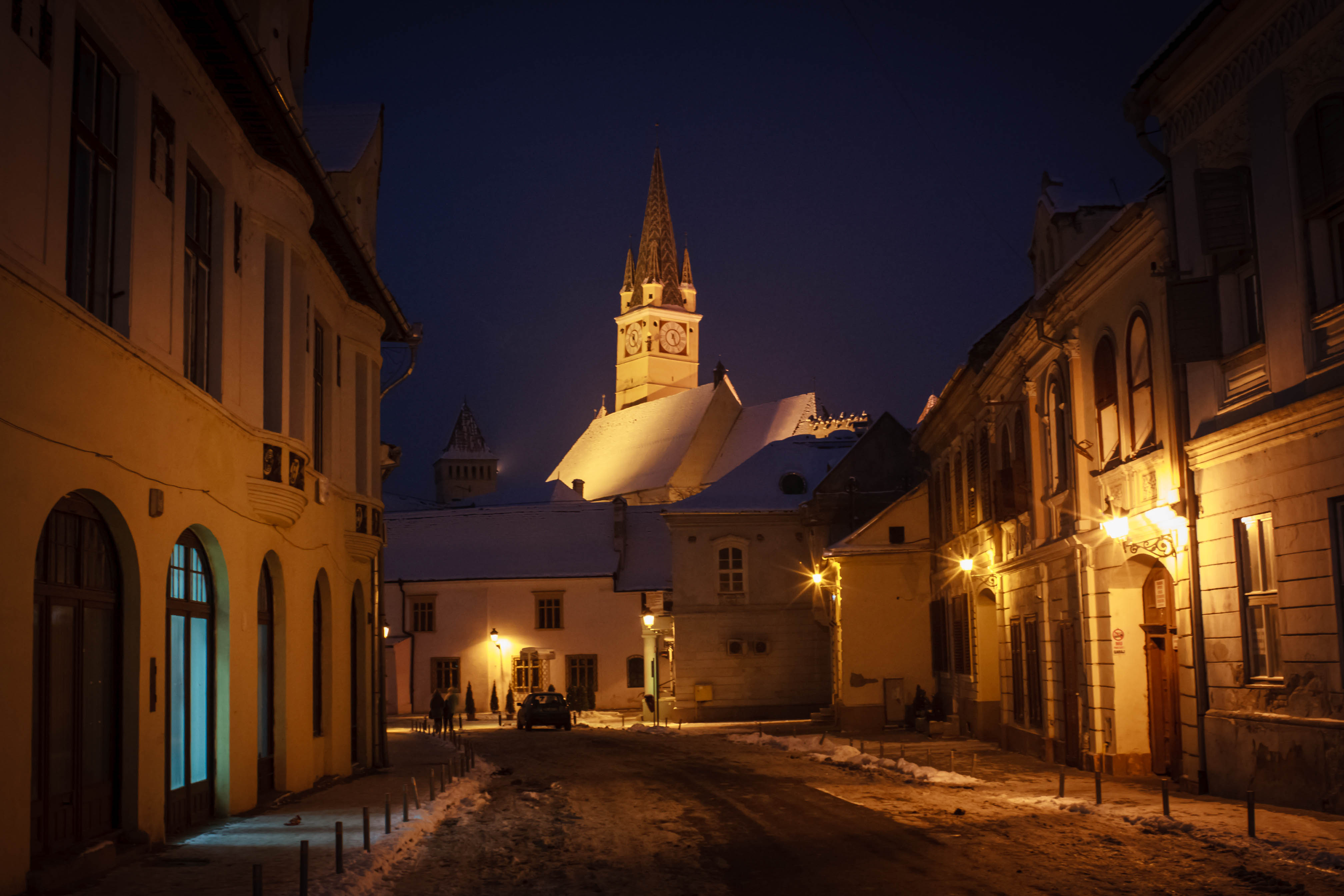
Biserica Sfânta Margareta pe timp de noapte

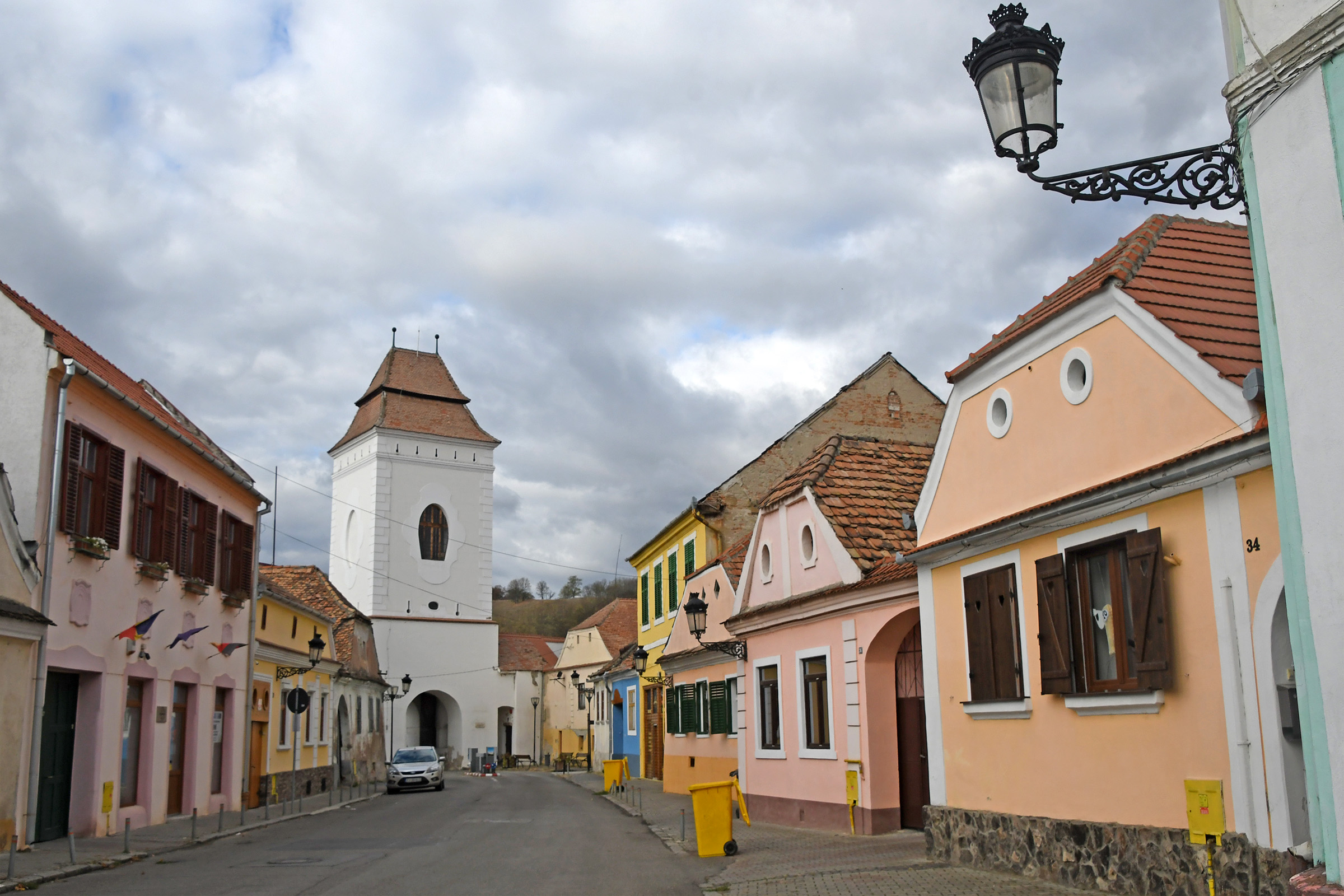
Turn fortificat

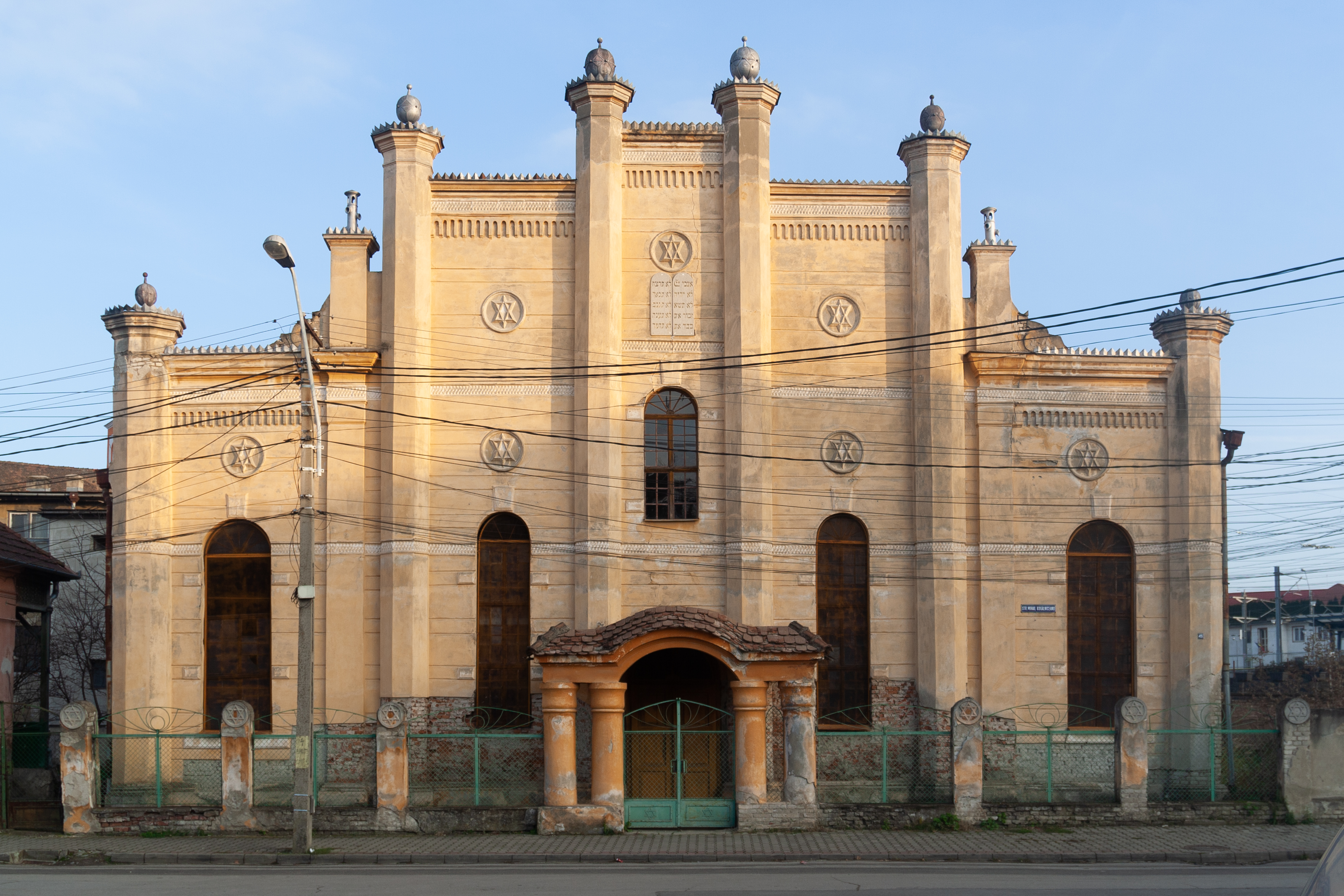
Sinagoga din Mediaș

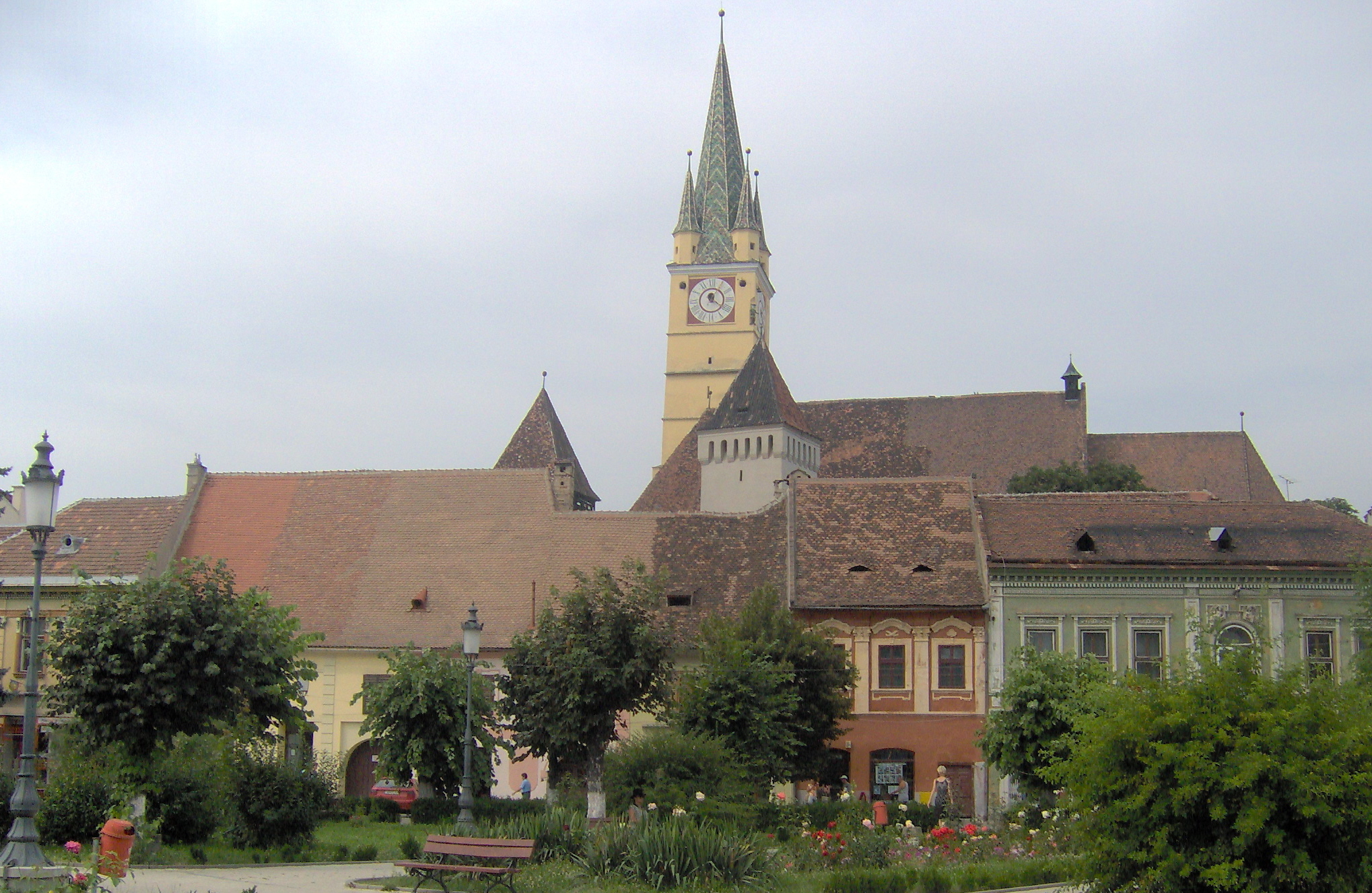
Fortificațiile bisericii Sfânta Margareta, văzut de la piața urbană Ferdinand I

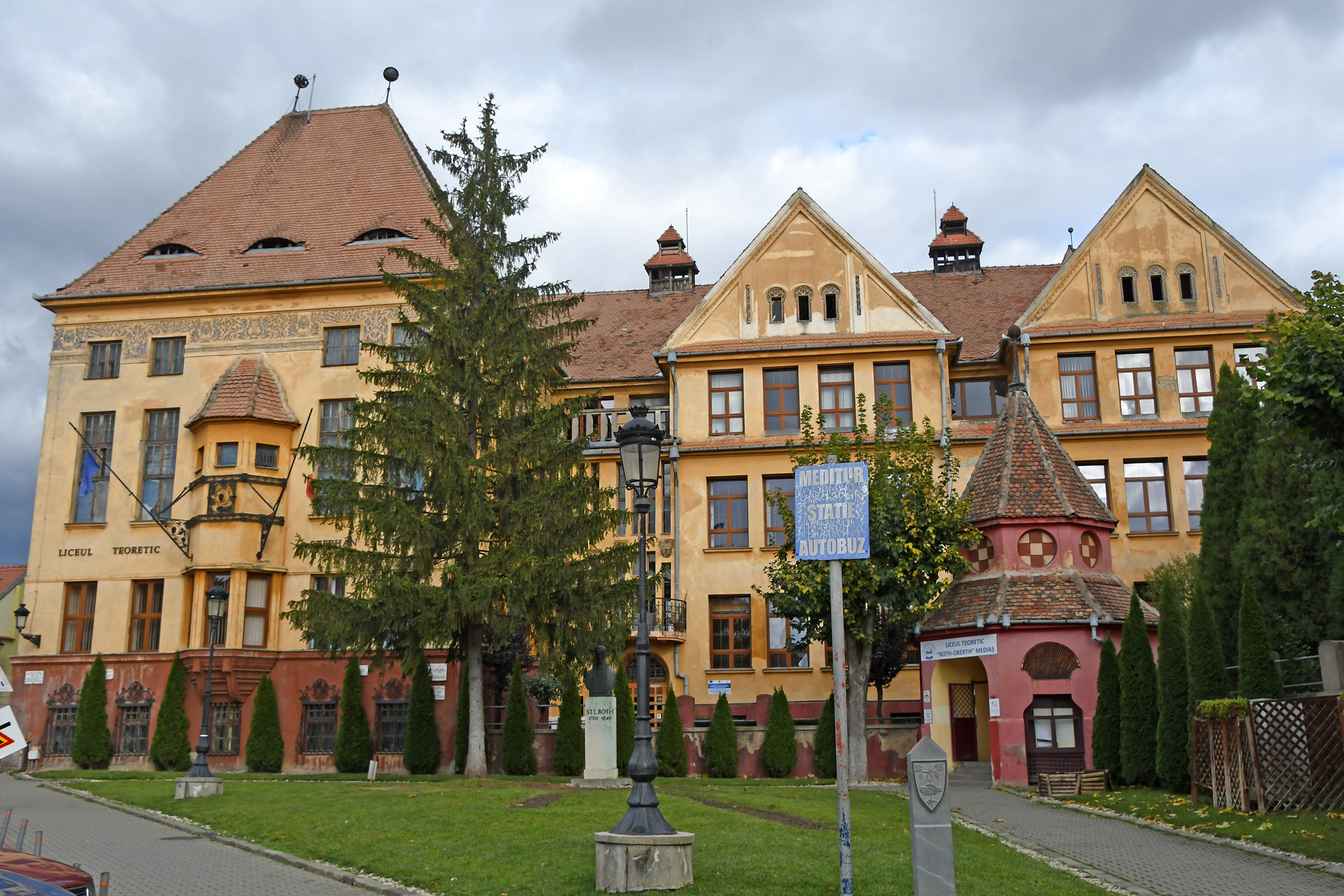
Liceul teoretic Stephan Ludwig Roth

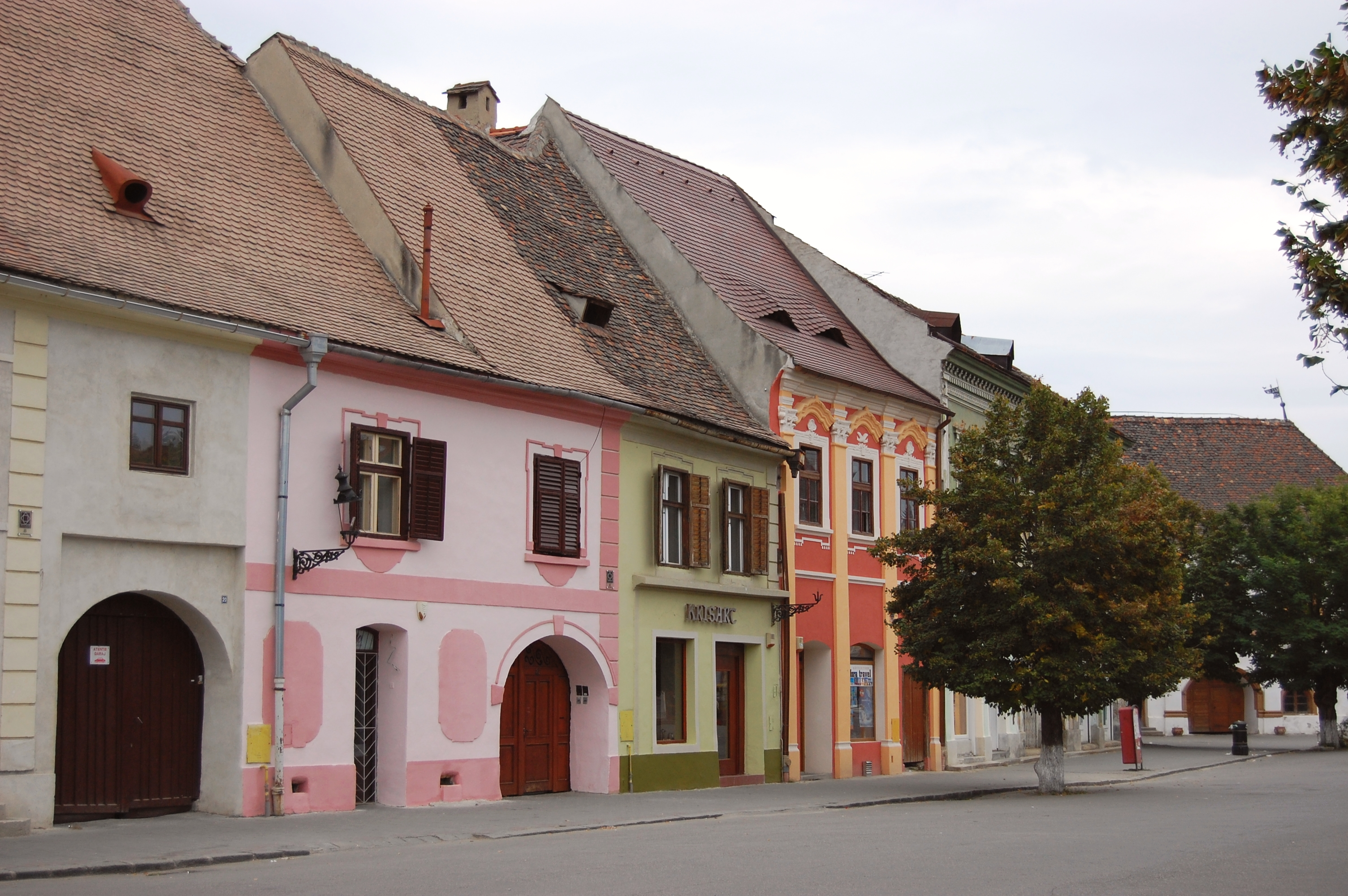
Case medievale, piața Ferdinand I

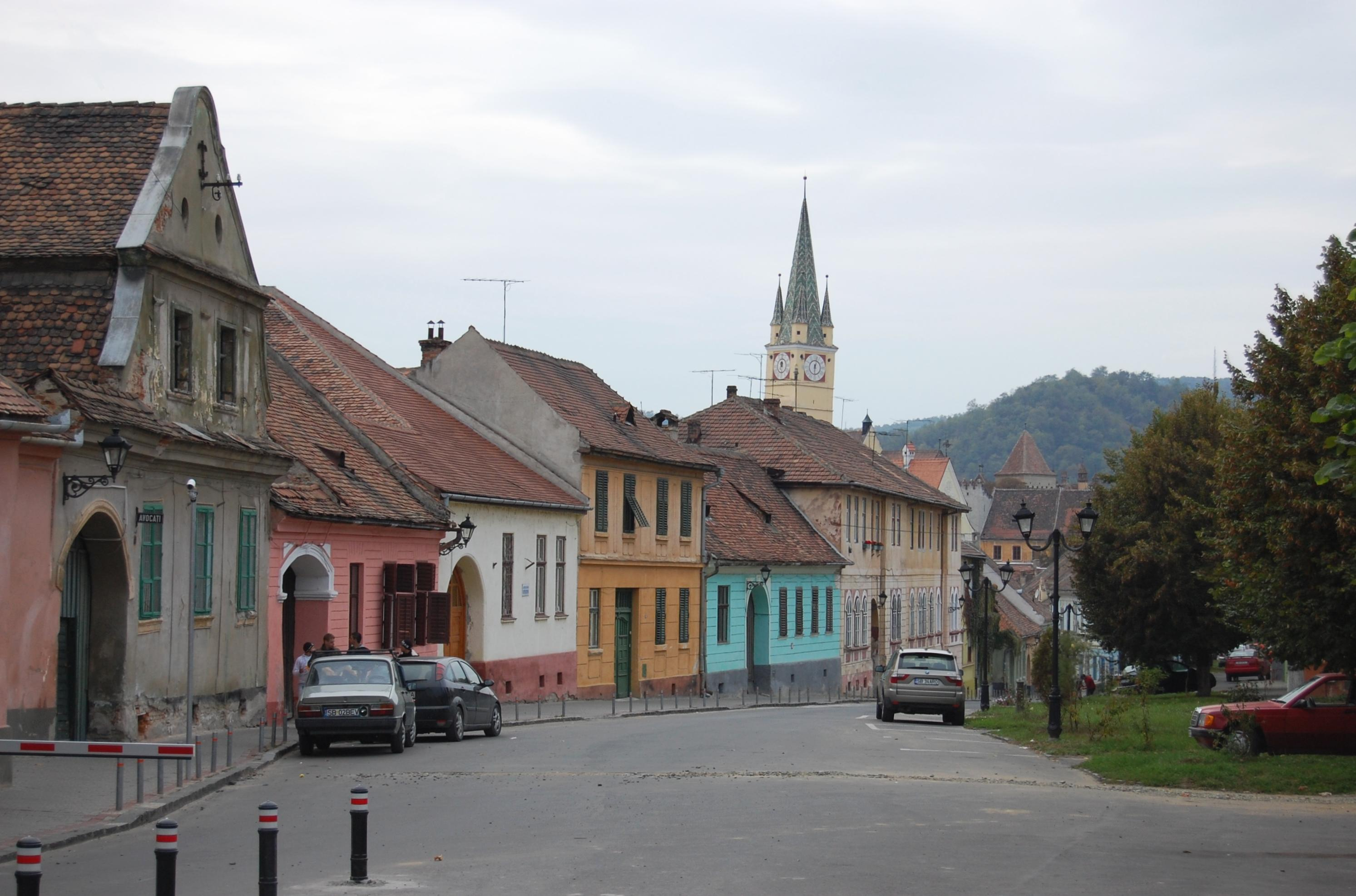
Bulevard jos, înspre piața Ferdinand I

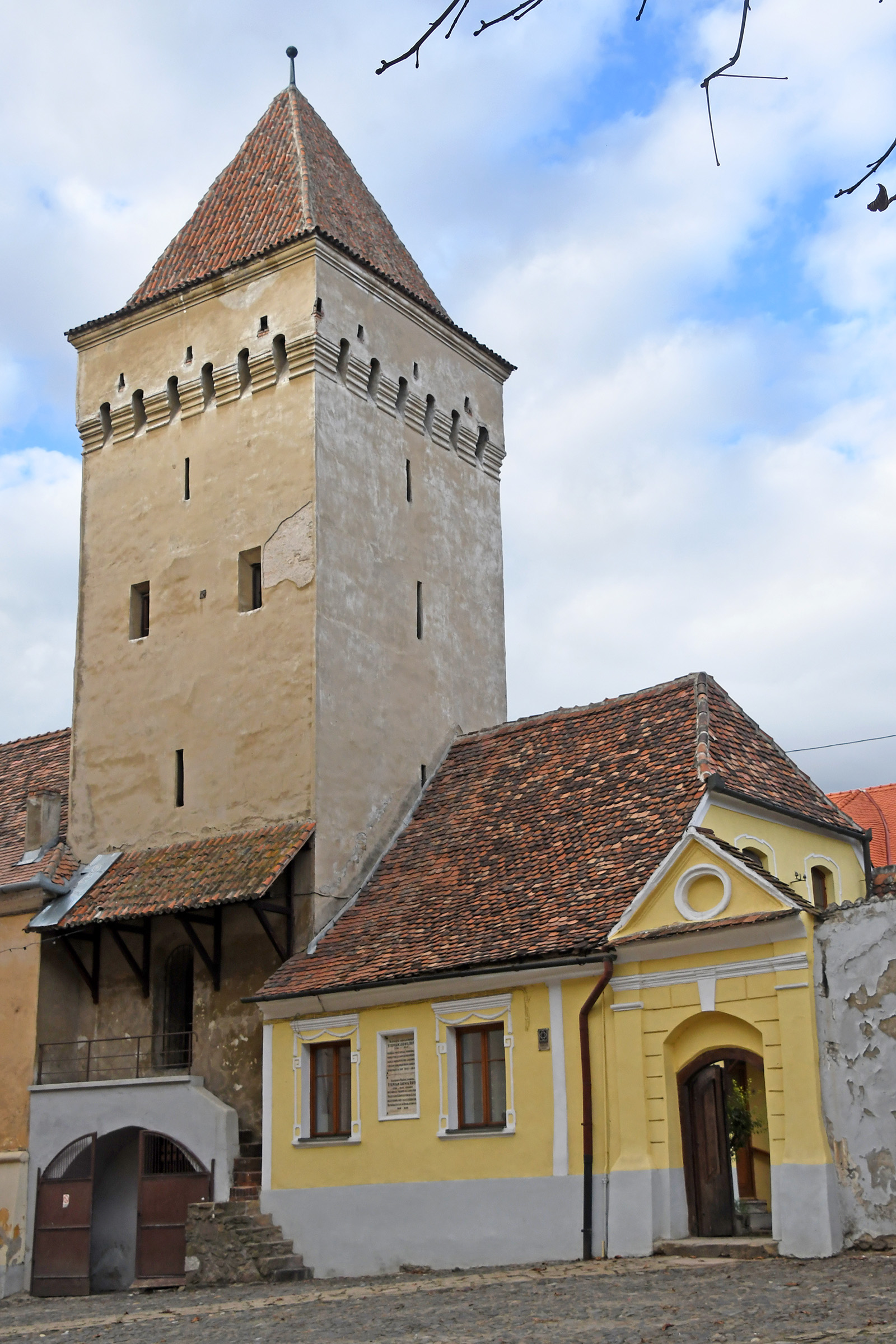
Turn fortificat

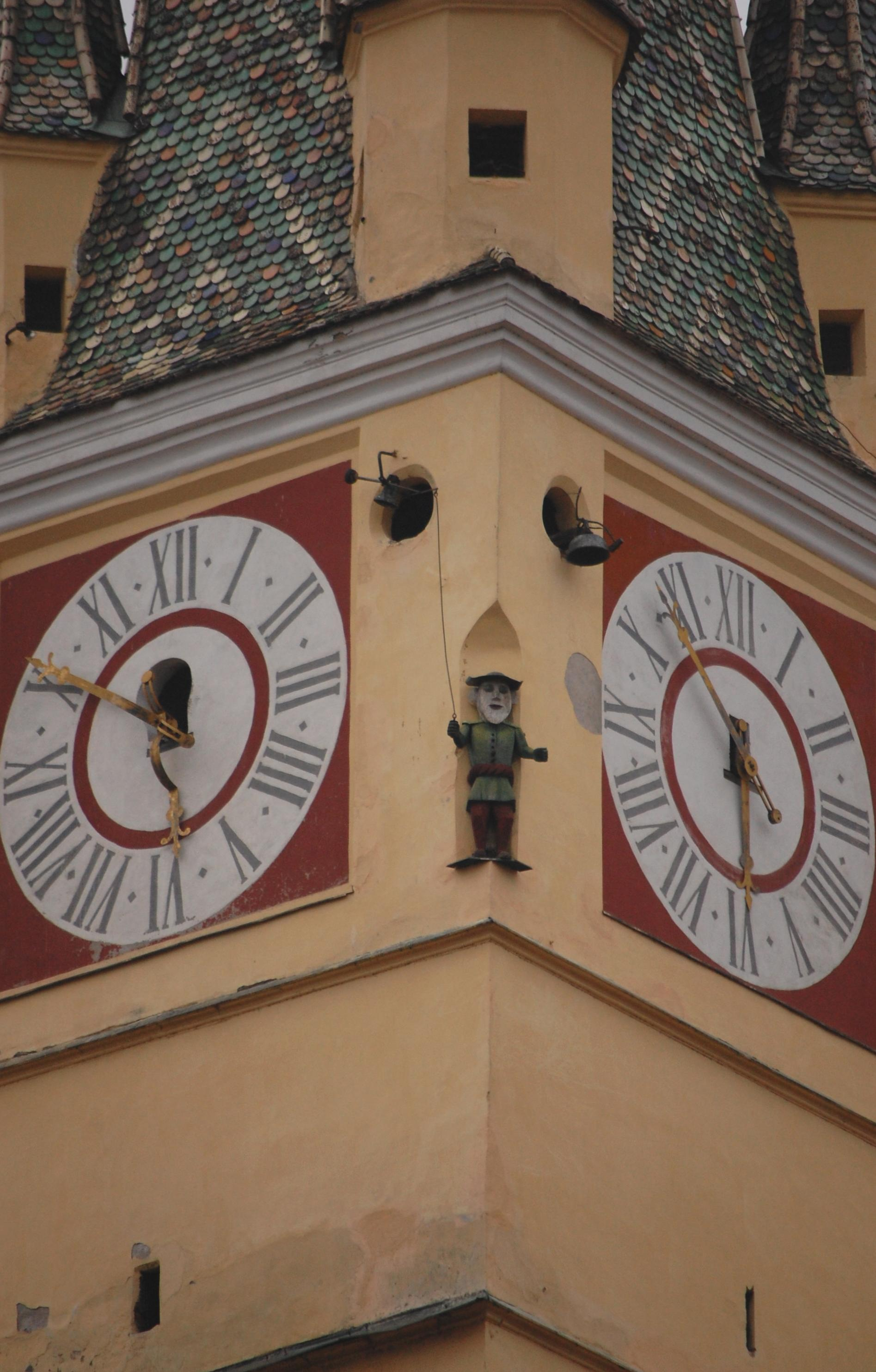
Piticul păzitor al turnului din Mediaș, care totodată trage clopotul

## Monumente
- Casa Schuller din Mediaș
- Turnul Mariei din Mediaș
- Piața Regele Ferdinand I din Mediaș
- Casa Schuster din Mediaș
- Biserica Bob din Mediaș
- Biserica franciscană din Mediaș
- Biserica Sfânta Margareta din Mediaș
- Sinagoga din Mediaș